# Miguel Ángel Benítez
Pour les articles homonymes, voir Benitez.
Miguel Ángel Benítez Pavón, surnommé Peque Benítez (né le 19 mai 1970 à Santísima Trinidad au Paraguay), est un footballeur paraguayen. 
Jouant au poste de milieu de terrain, il fait partie de l'équipe du Paraguay qui fait trembler l'équipe de France en huitièmes de finale du Mondial 98 à Lens.

## Clubs
- 1993 - 1995 : Atletico Madrid -  Espagne
- 1995 - 1995 : Almería -  Espagne
- 1995 - 2001 : Espanyol -  Espagne
- 2002 - 2003 : Olimpia Asunción -  Paraguay
- 2003 - 2004 : Almería -  Espagne
- 2004 - 2005 : Universitario de Deportes -  Pérou
- 2006 (Tournoi d'ouverture) - 2006 (Tournoi de clôture) : Sportivo Luqueño -  Paraguay
- 2006 (Tournoi de clôture) : Olimpia Asunción -  Paraguay

## Statistiques

### En sélection nationale
| Saison                | Sélection             | Phases finales        | Phases finales | Phases finales | Phases finales | Éliminatoires CDM | Éliminatoires CDM | Éliminatoires CDM | Matchs amicaux | Matchs amicaux | Matchs amicaux | Total | Total | Total |
| Saison                | Sélection             | Compétition           | M              | B              | Pd             | M                 | B                 | Pd                | M              | B              | Pd             | M     | B     | Pd    |
| --------------------- | --------------------- | --------------------- | -------------- | -------------- | -------------- | ----------------- | ----------------- | ----------------- | -------------- | -------------- | -------------- | ----- | ----- | ----- |
| 1995-1996             | Paraguay              | -                     | -              | -              | -              | 1                 | 0                 | 0                 | -              | -              | -              | 1     | 0     | 0     |
| 1996-1997             | Paraguay              | Copa América 1997     | -              | -              | -              | 6                 | 2                 | 0                 | -              | -              | -              | 6     | 2     | 0     |
| 1997-1998             | Paraguay              | Coupe du monde 1998   | 4              | 1              | 0              | 3                 | 1                 | 0                 | 10             | 3              | 0              | 17    | 5     | 0     |
| 1998-1999             | Paraguay              | Copa América 1999     | 4              | 3              | 0              | -                 | -                 | -                 | -              | -              | -              | 4     | 3     | 0     |
| 1999-2000             | Paraguay              | -                     | -              | -              | -              | -                 | -                 | -                 | 2              | 1              | 0              | 2     | 1     | 0     |
| Total sur la carrière | Total sur la carrière | Total sur la carrière | 8              | 4              | 0              | 10                | 3                 | 0                 | 12             | 4              | 0              | 30    | 11    | 0     |

## Palmarès
- Copa del Rey : 1999-2000 (avec l'Espanyol)
- Copa Libertadores : 2002 (avec Olimpia)
- Recopa Sudamericana : 2003 (avec Olimpia)